# Mavic
Mavic er en fransk producent af cykelkomponenter. Den er én af Europas største producent af high-end hjul til blandt andet racercykler. Selskabet er ejet af finske Amer Sports.
Siden Tour de France 1972 har Mavic været sponsor i Tour de France, hvor de kendes for de gule neutrale servicebiler og motorcykler.

## Galleri
- Servicebil fra Mavic under Tour de France 2013.
- Mavic-hjul på en banecykel.